# Grigoreni
Grigoreni – wieś w Rumunii, w okręgu Bacău, w gminie Scorțeni. W 2011 roku liczyła 650 mieszkańców.